# Karl Linnas
Karl Linnas (* 6. August 1919 in Tartu, Estland; † 2. Juli 1987 in Leningrad, Sowjetunion) war ein estnischer Kriegsverbrecher. Im Zweiten Weltkrieg war er KZ-Kommandant im damals deutsch besetzten Tartu. 1987 wurde er aus dem amerikanischen Exil an die Sowjetunion ausgeliefert.

## Leben
Linnas schloss 1937 das Hugo-Treffner-Gymnasium in Tartu ab und begann an der Mathematischen Fakultät der dortigen Universität ein Studium, das er nicht beendete.
Anfang September 1941 übernahm er von Roland Lepik (1910–1942), der nach Tallinn versetzt worden war, das Amt des Kommandanten im KZ Tartu und versah es bis Januar 1942. Estland war zu jener Zeit ins Reichskommissariat Ostland eingegliedert. Nach Angaben des estnischen Historikers und Filmproduzenten Riho Västrik wurden im Konzentrationslager Tartu unter Linnas’ Leitung ungefähr 4000 Menschen getötet, von denen etwa die Hälfte Juden waren. Als die Rote Armee im Januar 1944 nach Estland vorzurücken begann, kämpfte Linnas in einem Bataillon der Estnischen Hilfspolizei und wurde verwundet. Daraufhin floh er mit seinen Eltern und seiner Schwester Richtung Westen. Nach Kriegsende verbrachte er einige Jahre in DP-Lagern in Deutschland, bis er 1951 mit Hilfe des Displaced Persons Act in die Vereinigten Staaten auswanderte. 1960 erhielt er die amerikanische Staatsbürgerschaft.
1961 beantragte die UdSSR die Auslieferung von Karl Linnas. Bei Linnas’ Anhörung vor dem Gericht in Long Island sagte der exilierte sowjetische Dichterjurist Friedrich Neznansky als Zeuge aus, machte jedoch nur allgemeine Angaben zur Glaubwürdigkeit von Informationen aus Quellen des KGB. Gegen Linnas’ Auslieferung an die UdSSR sprachen sich unter anderem US-Justizminister Ramsey Clark, estnische Emigranten sowie die estnische Politikerin Mari-Ann Kelam aus. In einem Prozess im Januar 1962 in Tartu (damals Estnische SSR) gegen Linnas und zwei weitere Esten wurde Linnas in Abwesenheit zum Tode verurteilt. Er wurde für schuldig befunden, als Leiter eines Konzentrationslagers an der Ermordung von 12.000 Menschen beteiligt gewesen zu sein. 
Der Prozess gegen Linnas in den USA begann 1981, mit Staatsanwalt Rudy Giuliani, später Bürgermeister von New York, als Ankläger. Linnas strengte ein Berufungsverfahren an, das sich über Jahre hinzog und schließlich abgewiesen wurde. 1986 beschloss das Gericht in zweiter Instanz Linnas’ Ausbürgerung mit der Begründung, dass er bei seiner Einreise in die USA falsche Angaben gemacht hatte, und ordnete seine Auslieferung in die Sowjetunion an. Linnas war nach Feodor Fedorenko (Kriegsverbrecher in Treblinka, 1907–1987) der zweite Kriegsverbrecher, den die US-Behörden an die UdSSR auslieferten. Am 20. April 1987 wurde er vom John-F.-Kennedy-Flughafen New York aus nach Prag geflogen, gelangte zwei Tage später mit einem Sonderflug der Aeroflot nach Moskau und von dort aus zum Flughafen Tallinn. Er starb noch vor seinem Prozess in einem Gefängniskrankenhaus in Leningrad.